# Emmenanthe
Genre
Emmenanthe est un genre de végétaux de la famille des Hydrophyllaceae.

## Liste d'espèces
Selon ITIS :
- Emmenanthe penduliflora Benth.